# Daniel in lev (Bernini, kapela Chigi)
Daniel in lev je skulptura, ki jo je ustvaril Gian Lorenzo Bernini ok. 1655–57. Stoji v niši v  Chigijevi kapeli v baziliki Santa Maria del Popolo v Rimu in prikazuje preroka Daniela v levji jami. Je del večje kompozicije s kipom Habakuk in angel diagonalno nasproti.

## Zgodovina
Gian Lorenzo Bernini je začel delati v kapeli leta 1652 za Fabia Chigija, kardinala-duhovnika bazilike. Njegov pokrovitelj je bil leta 1655 izvoljen za papeža pod imenom Aleksander VII., kar je dalo nov zagon za obnovo pogrebne kapele. Takrat sta bili niši ob straneh glavnega oltarja še prazni, drugi dve na levi in desni strani vhoda pa sta bili zapolnjeni s kipoma Lorenzetta, ki sta nastala po Rafaelovi zasnovi: Jona in kit ter Elija.
Ohranjena risba iz Berninijeve delavnice dokazuje, da je arhitekt najprej nameraval dva rafaelska kipa prestaviti v prazne niše ob oltarju, a se je kmalu premislil. Ustvaril je dva nova kipa, ki prikazujeta preroka Daniela in Habakuka, in ti kipi so tvorili večjo kompozicijo, obrnjeno drug proti drugemu diagonalno čez prostor kapele. Bernini je ustvaril prostorsko razmerje, ki je poživilo celotno kapelo in njeno klasično obliko spremenilo v novo versko uporabo.
Danielov kip je bil postavljen v nišo levo od vhoda. 26. junija 1657 je Bernini prejel 1000 scudov za Danielovo figuro, ki je bila takrat že na svojem mestu. Ohranjene pripravljalne risbe (štiri študije v Museum der bildenden Künste v Leipzigu) dokazujejo, da je navdih za kip dala slavna Laokoontova skupina. Risbe prikazujejo ustvarjalni proces, skozi katerega je baročni umetnik preučeval in na novo izumljal klasične modele. V Vatikanskih muzejih se je ohranil tudi pripravljalni model kipa iz terakote. Prej so mislili, da je delo pomočnika, po čiščenju v 1980-ih pa so ga v glavnem pripisali samemu Berniniju, na njem pa so celo njegovi prstni odtisi.

## Opis
Skulptura kaže značilno podaljšanje telesa, ki je značilno za Berninijev tako imenovani pozni slog. Mladi prerok kleči, njegovo desno nogo pa liže krotek lev. Daniel goreče moli, iz niše seže v desno, medtem ko je njegova glava obrnjena proti Bogu, očetu, upodobljenemu na mozaiku kupole Stvarjenje sveta. Draperija se v oglatih gubah preliva z ramen in čez ledja.
Očitne so tematske in vizualne vzporednice s kipom Jone Lorenzetta v kapeli. Obe zgodbi simbolizirata beg pred smrtjo po božji milosti, smrt pa grozi obema prerokoma v obliki nevarne zveri, v primeru Jona kita in v primeru Daniela leva. Preroki so mladostni, športni junaki, bolj podobni starodavnim bogovom kot tipičnim bradatim moškim iz Stare zaveze. Jonovo glavo so navdihnili Antinojevi kipi; in Bernini je prav tako izbral starodavni model za glavo Daniela, Aleksandra Velikega.